# Partícula lliure

Fig.1. Interpretació quàntica de la partícula lliure

Partícula lliure, en física, és una partícula puntual que no està exposada a forces externes. En física clàssica significa que la partícula està situada en un punt sense presència de camps (gravitatori, elèctric, magnètic...). En física quàntica, significa que la partícula està en una regió amb potencial nul.

## Interpretació segons la física clàssica
La partícula lliure en física clàssica es caracteritza per la seva velocitat {\displaystyle v}. Llavors el seu moment o quantitat de moviment ve donat per:
{\displaystyle p=mv}
i l'energia cinètica (que és l'energia total):
{\displaystyle E={\frac {1}{2}}mv^{2}}, en què {\displaystyle m} és la massa i {\displaystyle v} la velocitat de la partícula.

## Interpretació segons la física quàntica
Segons la física quàntica no relativista, una partícula quàntica ve definida per l'equació d'Schrödinger, i si prenem l'equació d'Schrödinger depenent del temps:
{\displaystyle -{\frac {\hbar ^{2}}{2m}}\nabla ^{2}\ \Psi (\mathbf {r} ,t)=i\hbar {\frac {\partial }{\partial t}}\Psi (\mathbf {r} ,t)}

Fig.2. Propagació d'una ona plana, ona de Broglie o ona de matèria

en què {\displaystyle \Psi } és la funció d'ona de la partícula en posició {\displaystyle r} i el temps {\displaystyle t}. La solució a l'equació anterior per a una partícula lliure amb quantitat de moviment {\displaystyle p} o vector d'ona {\displaystyle k}, a una freqüència angular {\displaystyle w} i energia {\displaystyle E}, ve donada per una ona plana complexa: (vegeu Fig. 2)
| Solució a l'equació de Schrödinger per a una partícula lliure: {\displaystyle \psi (\mathbf {r} ,t)=Ae^{i(\mathbf {k} \cdot \mathbf {r} -\omega t)}=Ae^{i(\mathbf {p} \cdot \mathbf {r} -Et)/\hbar }} |
en què {\displaystyle A} representa una amplitud.
La solució representa l'estat d'una partícula lliure amb una probabilitat uniforme en tot l'espai, car la densitat de probabilitat {\displaystyle \rho (r,t)} és igual a una constant i independent de la posicó {\displaystyle r} i del temps {\displaystyle t}:
{\displaystyle \rho (r,t)=|\Psi (\mathbf {r} ,t)|^{2}=\Psi ^{*}\,\Psi =|A|^{2}}